# Colonia Cuauhtémoc, Casas Grandes
Colonia Cuauhtémoc är en ort i Mexiko.   Den ligger i kommunen Casas Grandes och delstaten Chihuahua, i den nordvästra delen av landet, 1 500 km nordväst om huvudstaden Mexico City. Colonia Cuauhtémoc ligger 1 527 meter över havet och antalet invånare är 327.
Terrängen runt Colonia Cuauhtémoc är kuperad åt nordväst, men åt sydost är den platt.  Trakten runt Colonia Cuauhtémoc är nära nog obefolkad, med mindre än två invånare per kvadratkilometer. Närmaste större samhälle är Nuevo Casas Grandes, 19,9 km nordost om Colonia Cuauhtémoc. Omgivningarna runt Colonia Cuauhtémoc är i huvudsak ett öppet busklandskap.